# Métairies-Saint-Quirin
Métairies-Saint-Quirin település Franciaországban, Moselle megyében. Lakosainak száma 274 fő (2022. január 1.). Métairies-Saint-Quirin Lafrimbolle, Laneuveville-lès-Lorquin, Lorquin, Niderhoff, Nitting, Saint-Quirin, Turquestein-Blancrupt és Vasperviller községekkel határos.

## Népesség
A település népességének változása:
| Lakosok száma | 247  | 233  | 251  | 299  | 300  | 273  | 266  | 273  | 276  | 274  |
|               | 1968 | 1982 | 1990 | 2006 | 2013 | 2015 | 2017 | 2019 | 2020 | 2022 |